# Ali G in da House
Ali G in da House (Originaltitel: Ali G Indahouse) ist eine Filmkomödie aus dem Jahr 2002. Sacha Baron Cohen, der auch das Drehbuch schrieb, spielt darin seine bis dahin bekannteste Figur, den Möchtegern-Gangsta-Rapper Ali G, den er mit seiner Comedy-Sendung Da Ali G Show populär gemacht hatte. Regie führte Mark Mylod.

## Handlung
Ali G (kurz für Alistair Leslie Graham) ist ein „Gangster“ der Gruppe West Staines Massive aus dem Londoner Vorort Staines-upon-Thames. Da er sich an seinem Haupt-Scratch-Finger verletzt hat, lebt er seit Jahren von Sozialhilfe und bei seiner Großmutter. Als Nebenverdienst gibt er Kurse am John-Nike-Freizeitzentrum. Dieses soll geschlossen werden. Da Ali strikt dagegen ist, geht er in einen Hungerstreik und kettet sich bei einer Bushaltestelle an. Der Hungerstreik dauert nur wenige Minuten an, Ali bleibt angekettet.  
Dies erregt die Aufmerksamkeit des Finanzministers David Carlton. Der schlägt Ali G als Abgeordneten von Staines vor. Ali G nimmt dies an, um sein Jugendzentrum vor dem Abriss zu bewahren, doch Carlton will, dass Ali G die Wahl verliert, obwohl Staines als Hochburg der Regierungspartei gilt. Die Folge wäre, dass der Premierminister sein Amt niederlegen müsste und David Carlton ihn ersetzen könnte. Ali schafft es aber durch Zufall den Kandidaten der Oppositionspartei in einen Zoophilieskandal zu verwickeln, so dass der seine Kandidatur zurückzieht. Ali G gewinnt die Wahlen mit einer Stimme Vorsprung vor dem Kandidaten der Liberaldemokraten und zieht als Abgeordneter ins Unterhaus („da House“) ein.
In einer Parlamentsdebatte zieht er die Aufmerksamkeit des Premierministers auf sich, als er die Regeln des Hauses missachtet und des Saales verwiesen wird.
Carlton schlägt dem Premier vor, Ali in das Kabinett aufzunehmen, in der Hoffnung, dass Ali die Regierung in eine Krise stürzt. Ali G wird durch seine pragmatischen Vorschläge jedoch sehr beliebt. Der Plan des Finanzministers scheint zu misslingen.
Als eine diplomatische Krise in Afrika sich ausweitet und droht, den Kalten Krieg wiederaufstehen zu lassen, richtet die britische Regierung einen UN-Krisengipfel aus. Mittels eines Marihuana-Tees setzt Ali G die Delegierten unter Drogen und wendet so einen möglichen Weltkrieg ab.
Carlton gelingt es, Beweise für Ali Gs Urheberschaft in der Marihuana-Tee-Geschichte zu sichern. Dann taucht eine Videoaufnahme auf, die den Premierminister angeblich beim Sex mit einer Prostituierten zeigt. Tatsächlich sind jedoch Ali G, mit Mantel und Hut des Premierministers, und seine Freundin Me Julie zu sehen. Der Premierminister muss zurücktreten, und Carlton übernimmt kommissarisch die Regierungsgeschäfte. Um die Unschuld des Premierministers zu beweisen und Me Julie zurückzugewinnen, will Ali G das Videoband mit seinen „Homies“ aus dem Safe des Finanzministers stehlen. Mit Hilfe eines Piratensenders schafft er es, rund 50 Mitglieder auch aus anderen Banden zu versammeln. Diese schalten die Batterien ihrer Autos zusammen und sprengen auf diese Weise den Safe. Darin liegt allerdings nicht das Video, sondern neben pornographischen Bildern ein Bauplan für die Flughafenerweiterung mitten in Ali Gs Stadtteil Staines. 
Er und seine Freunde verhindern den Bau mit Hilfe der Sekretärin des Finanzministers und des Premierministers. Ali G bekommt als Dank des Premierministers für seine Hilfe den Posten als stellvertretender Premierminister angeboten. Diesen lehnt er ab und bittet stattdessen um den Posten des britischen „Botschafters“ auf Jamaika. Dort wird er mit Aufgaben wie dem Verkosten von Marihuana beauftragt.
Im Nachspann erwähnt Ali G, dass man den Film all seinen Freunden weiterempfehlen solle, da sich seine todkranke Großmutter sonst keine Hüftprothese leisten könne.

## Charaktere
Ali G ist die Hauptfigur des Films. Seine Markenzeichen sind seine Behauptung, einen übergroßen Penis zu besitzen (60 cm), was jedoch nicht der Wahrheit entspricht, und sein skurriler Sinn für Mode. Ali lebt bei seiner Großmutter, liebt Hip-Hop und verabscheut Politik. Als er genau deshalb rekrutiert wird, ist er mürrisch. Ali ist überzeugt davon, dass Gott dem Menschen das „Marihuana“ als Geschenk gab.

## Sonstiges
In dem Film gibt es ein an einen Cameo-Auftritt erinnerndes Aufeinandertreffen der beiden von Sacha Baron Cohen gespielten Charaktere Ali G und Borat. Dabei geraten sie aneinander und fangen fast eine Schlägerei an.
Der Film wurde in den USA nie im Kino gezeigt. Er war in Großbritannien aber sehr erfolgreich und war schon nach kurzer Zeit auf Platz 3.

## Kritiken
„Er ist schrill, geschmacklos und chauvinistisch - eben einfach unwiderstehlich! […] Es geht ein bißchen Richtung Erkan und Stefan, nur wird Ali G. auch gerne ein gutes Stückchen böser als diese beiden. Oder anders ausgedrückt: wo Erkan und Stefan aufhören, fängt Ali G. erst an. […] Nette Kinounterhaltung, zwar ohne Tiefgang und sicherlich für die meisten auch ohne bleibenden Wert, dafür aber auch ohne Langeweile.“

„Ali G Indahouse als die englische Rache für Erkan und Stefan zu bezeichnen, wird dem Film nicht gerecht; hier wird wesentlich humorvoller geblödelt. […] Eigentlich schade um die durchaus sehenswerte Figur des Ali G, aber der Film muss sich trotz gelungener Szenen die existentielle Frage gefallen lassen, ob die Welt ihn wirklich braucht.“

„Was als Satire gegen die Auswirkungen der HipHop-Kultur gedacht sein mag, ergeht sich in unverbindlichem Klamauk unterschiedlichster Qualität und wird zum Vehikel für die Kunstfigur einer Fernsehshow, die in Großbritannien Kultstatus genießt. Die deutsche Synchronfassung bewegt sich zudem eher auf unterstem Erkan-und-Stefan-Niveau.“